# After Tone II
『After Tone II』（アフター･トーン・ツー）は、岡村孝子の通算2枚目のリミックス・アルバム。1990年12月12日発売。発売元はファンハウス（現・ソニー・ミュージックレーベルズ）。

## 解説
- オリジナル・アルバム3枚ごとにリリースされる、リミックス・セレクション・アルバムの第2作。
- 4枚目のアルバム『SOLEIL』（1988年7月1日）、5枚目のアルバム『Eau Du Ciel （天の水）』（1989年6月24日）、6枚目のアルバム『Kiss 〜 à côté de la mer 〜』（1990年6月27日）から計13曲を選出。1枚目のアルバム『夢の樹』（1985年10月19日）からも1曲選ばれている。
- 前作『Kiss 〜 à côté de la mer 〜』に続き、オリコンのアルバムヒットチャートで第1位を獲得（12月24日付）。
- 4枚目のアルバム『SOLEIL』から4作連続の1位。なお、"After Tone" シリーズでは唯一の1位獲得作品となる。
- 初回生産盤のみ、三方背BOX入り。ショート・ヘアの珍しいショットが満載のカラーブックレット付で、楽譜も記載。
- 歌詞カードには、本人のコメントや楽曲ごとの裏話が掲載。

## 収録曲
- 全曲　作詞・作曲: 岡村孝子

|    | 曲名                                                                     | 演奏時間 | 編曲     |
| 1  | 虹を追いかけて                                                           | 4:50     | 田代修二 |
| 2  | 長い時間                                                                 | 5:04     | 萩田光男 |
| 3  | TODAY                                                                    | 5:31     | 萩田光男 |
| 4  | あなたと生きた季節                                                       | 5:20     | 田代修二 |
| 5  | クリスマスの夜                                                           | 5:15     | 田代修二 |
| 6  | 心の草原                                                                 | 5:10     | 田代修二 |
| 6  | ジャネット・ジャクソンからインスピレーションを受けて生まれた曲だという。 |          |          |
| 7  | 終わらない夏                                                             | 5:16     | 萩田光男 |
| 8  | 見返してやるんだわ                                                       | 3:30     | 萩田光男 |
| 9  | Believe                                                                  | 5:02     | 田代修二 |
| 9  | 日本テレビ系列『風少女』主題歌                                           |          |          |
| 10 | オー・ド・シエル（天の水）                                               | 5:56     | 萩田光男 |
| 10 | 明記されていないが、ボーカルがレコーディングし直されている。             |          |          |
| 11 | Kiss                                                                     | 5:47     | 萩田光男 |
| 11 | テレビ東京系テレビドラマ『僕が医者をやめた理由』主題歌                   |          |          |
| 12 | adieu                                                                    | 5:29     | 田代修二 |
| 13 | リフレイン                                                               | 5:22     | 萩田光男 |
| 14 | 天使たちの時                                                             | 5:41     | 萩田光男 |

## 関連作品
- 夢の樹　　M-8
- SOLEIL　　M-3・4・5・9
- Eau Du Ciel （天の水）　　M-1・2・10・13
- Kiss 〜à côté de la mer〜　　M-6・7・11・12・14